# La chimera
La chimera é um filme de 2023 dirigido por Alice Rohrwacher.
O filme foi apresentado em competição na 76ª edição do Festival de Cinema de Cannes pela Palma de Ouro, sendo reconhecido com o Prêmio AFCAE. A crítica cinematográfica italiana e internacional apreciou a direção, a fotografia e a atuação, sendo incluído entre os cinco melhores filmes estrangeiros pelo National Board of Review de 2023.
La chimera foi apresentado em competição em numerosos festivais internacionais, obtendo prêmios no Festival Internacional de Cinema de Chicago, Festival Internacional de Cinema de Valladolid, Festival de Cinema de Telluride e ganhando o European Film Awards de Melhor Design de Produção.

## Enredo
Tuscia, década de 1980, em Riparbella, um grupo de ladrões de tumbas ganha a vida roubando artefatos etruscos.
Entre eles está também Arthur, o jovem protagonista inglês da história ainda muito apegado à sua falecida amada Beniamina, que tem a habilidade sobrenatural de perceber o local onde estão localizadas as antigas tumbas etruscas.
Arthur conhece Italia, uma brasileira com quem inicia um relacionamento.
O protagonista lidera o bando de ladrões de túmulos para encontrar um objeto funerário que lhe permita quitar, pelo menos em parte, sua dívida com Spartaco, um esgrimista de artefatos arqueológicos.
A gangue de ladrões de túmulos, graças às habilidades de Arthur, faz uma segunda descoberta, desta vez muito mais lucrativa. Italia, que está com eles, ameaça chamar a polícia se não pararem de profanar aquele lugar sagrado, mas é afastada. Todos entram na câmara mortuária e encontram a estátua de uma deusa que poderia torná-los ricos. Enquanto estão no subsolo, percebem que vários carros equipados com sirenes chegaram ao local. Acreditando ter sido a polícia informada por Italia, são obrigados a fugir, levando consigo apenas a cabeça da estátua.
Arthur e o resto da turma descobrem mais tarde que os carros estavam apenas disfarçados e na realidade eram outros ladrões de túmulos que trabalhavam para Spartaco e que trouxeram a preciosa estátua sem cabeça ao receptador. Então a turma chega ao iate no momento em que "Spartaco", na verdade uma mulher, está leiloando a estátua, e na acalorada discussão que se segue, Arthur joga a cabeça da estátua no mar.
Arthur, agora sozinho, reencontra brevemente Italia e depois volta a ser ladrão de túmulos, atividade que evidentemente o faz sentir-se próximo do falecido Beniamina. Ele faz uma descoberta, mas ao entrar no subsolo acendendo uma vela, um colapso repentino a apaga.
Após alguns momentos de escuridão, Arthur aparece e reacende a vela e entra na câmara mortuária até encontrar um fio vermelho pendurado no teto. É o mesmo fio vermelho que no início do filme, desfiando-se do vestido de Beniamina, fica emaranhado no chão. Arthur puxa o fio para baixo e um raio de luz se abre no ponto do teto por onde sai o fio.

## Elenco
- Josh O'Connor: Arthur
- Isabella Rossellini: Flora
- Carol Duarte: Brasil
- Alba Rohrwacher: Spartaco
- Vincenzo Nemolato: Pirro
- Luca Chikovani: Cico
- Lou Roy-Lecollinet: Melodie
- Yile Yara Vianello: Beniamina
- Giuliano Mantovani: Gerry

## Produção
Rohrwacher criou o filme como o terceiro e último capítulo de uma trilogia que começou com Le meraviglie em 2014 e continuou com Lazzaro felice em 2018, com a intenção de investigar nossa relação com o passado. Pela primeira vez, a diretora optou por um elenco internacional e as filmagens começaram em Lazio em fevereiro de 2022. O longa-metragem foi rodado no norte do Lazio (entre Tarquinia, Blera, San Lorenzo Nuovo e Civitavecchia) e no sul da Toscana (entre Montalcino, Ferrovia Asciano-Monte Antico e Torrenieri) e custou cerca de 9,6 milhões de euros.

## Distribuição
O filme estreou em 26 de maio de 2023 em competição do 76º Festival de Cinema de Cannes. Foi lançado nos cinemas italianos na quinta-feira, 23 de novembro de 2023.

### Controvérsia
Em dezembro de 2023, a diretora do filme e o ator Josh O'Connor publicaram uma mensagem em vídeo contendo um apelo pelo aumento no número de cinemas dispostos a exibir o filme. Seguindo a atenção da mídia para a mensagem de vídeo, La chimera foi reprogramado em vários cinemas italianos, tornando-se o filme de maior bilheteria em muitos teatros nas maiores cidades italianas, incluindo Milão, Roma, Bolonha, Torino e Florença.
Num artigo publicado no Il Post diz-se que o objetivo principal do filme era ser visto como um exemplo do cinema italiano em festivais internacionais, em detrimento da faturação de bilheteira. O The Hollywood Reporter Roma associou a atitude dos cinemas italianos como semelhante à do filme Misericordia de Emma Dante, que também concorreu em festivais internacionais.

## Recepção

### Bilheteria
No fim de semana de estreia, entre 23 e 24 de novembro, o filme arrecadou 11.653€ de bilheteira e contou com 1.458 espectadores. Em 20 de dezembro, arrecadou 662.329, com 96.759 bilhetes vendidos.

### Recepção crítica
O filme foi recebido de maneira geralmente positiva pelos críticos de cinema italianos e internacionais, obtendo no Metacritic, um site que atribui uma pontuação média normalizada de 100 com base em críticos selecionados, uma pontuação média de 86 com base em doze avaliações. O projeto cinematográfico foi considerado um dos melhores projetos cinematográficos italianos de 2023, Panorama classificou o filme em segundo lugar entre os melhores do ano, Rolling Stone Italia em quarto e Cinematographe em terceiro. As habilidades de atuação de Josh O'Connor, Isabella Rossellini, Vincenzo Nemolato e Carol Duarte também foram elogiadas no filme.
Peter Bradshaw do The Guardian deu ao filme 5 de 5 estrelas, relatando que o filme "ocupa totalmente seu próprio espaço narrativo", descrevendo "uma sensação comovente da Itália como um baú de tesouros de glórias passadas, uma cultura necropolitana de excelência antiga", através de uma direção que é "estimulante e comemorativa no seu estilo absolutamente distinto". Guy Lodge da Variety elogia a direção e fotografia, escrevendo que as escolhas estilísticas "denotam o sentido transitório da realidade do próprio filme, e os estados de pragmatismo terreno e devaneio triste" do protagonista, através de uma narração que "se aproxima do transcendental sem mergulhar no fabulismo."